# Kinnula
Kinnula är en kommun i landskapet Mellersta Finland. Kommunen gränsar mot Perho i väster, Lestijärvi i nordväst, Reisjärvi i norr, Pihtipudas i öster, Viitasaari i sydost och Kivijärvi i söder. Kinnula har 1 581 invånare och är enspråkigt finskt. Kommunen har en yta på 495,72 km², varav landarealen är 460,19 km².

## Politik

### Mandatfördelning i Kinnula kommun, valen 1976–2021
| 2 | 2 | 14 | 3 |

| 2 | 2 | 15 | 2 |

| 2 | 3 | 15 | 1 |

| 2 | 3 | 14 | 2 |

| 3 | 4 | 13 | 1 |

| 3 | 3 | 14 | 1 |

| 2 | 3 | 16 |

| 1 | 2 | 12 | 2 |

| 13 | 4 |

| 3 | 8 | 6 |

| 14 | 3 |

| 3 | 1 | 10 | 3 |

| 13 | 4 |

| 3 | 10 | 2 |

| 11 | 4 |

| 3 | 1 | 10 | 1 |

| 13 |

## Demografi

### Befolkningsutveckling
| Befolkningsutvecklingen i Kinnula kommun 1975–2020                                                           | Befolkningsutvecklingen i Kinnula kommun 1975–2020 | Befolkningsutvecklingen i Kinnula kommun 1975–2020 | Befolkningsutvecklingen i Kinnula kommun 1975–2020 | Befolkningsutvecklingen i Kinnula kommun 1975–2020 |
| --- | -------------------------------------------------- | -------------------------------------------------- | -------------------------------------------------- | -------------------------------------------------- |
| |                                                    |                                                    |                                                    |                                                    |
| År |                                                    |                                                    | Folkmängd                                          |                                                    |
| 1975 | 1975                                               |                                                    | 2 330                                              |                                                    |
| 1980 | 1980                                               |                                                    | 2 248                                              |                                                    |
| 1985 | 1985                                               |                                                    | 2 309                                              |                                                    |
| 1990 | 1990                                               |                                                    | 2 307                                              |                                                    |
| 1995 | 1995                                               |                                                    | 2 272                                              |                                                    |
| 2000 | 2000                                               |                                                    | 2 117                                              |                                                    |
| 2005 | 2005                                               |                                                    | 1 933                                              |                                                    |
| 2010 | 2010                                               |                                                    | 1 821                                              |                                                    |
| 2015 | 2015                                               |                                                    | 1 745                                              |                                                    |
| 2020 | 2020                                               |                                                    | 1 597                                              |                                                    |
| Anm: Uppgifterna avser förhållandena den 31 december nämnda år enligt områdesindelningen den 1 januari 2022. |                                                    |                                                    |                                                    |                                                    |

### Språk
Befolkningen efter språk (modersmål) den 31 december 2022. Finska, svenska och samiska räknas som inhemska språk då de har officiell status i landet. Resten av språken räknas som främmande. För språk med färre än 10 talare är siffran dold av Statistikcentralen på grund av sekretesskäl. För Kinnula kommun betyder det att inget främmande språk framgår i tabellen på grund av för få antal talare.
| Språk                        | Talare 2022-12-31 | Talare 2022-12-31 |
| Språk                        | Antal             | Andel (%)         |
| ---------------------------- | ----------------- | ----------------- |
| Hela befolkningen            | 1 554             | 100,0             |
| Inhemska språk totalt        | 1 547             | 99,5              |
| Finska                       | 1 545             | 99,4              |
| Svenska                      | 1                 | 0,1               |
| Samiska                      | 1                 | 0,1               |
| Främmande språk totalt       | 7                 | 0,5               |
| Språk med färre än 10 talare | 7                 | 0,5               |

|  | Finska (99,4 %) |

|  | Svenska (0,1 %) |

|  | Samiska (0,1 %) |

|  | Främmande språk (0,4 %) |

|  | Finska (99,4 %) |

|  | Svenska (0,1 %) |

|  | Samiska (0,1 %) |

|  | Främmande språk (0,4 %) |

## Kända personer från Kinnula
- Pirjo Lahdenperä, professor
- Mauri Pekkarinen, politiker